# Sajen (Trucuk)
Sajen is een bestuurslaag in het regentschap Klaten van de provincie Midden-Java, Indonesië. Sajen telt 5660 inwoners (volkstelling 2010).